# Château de Doña Blanca
Le château de Doña Blanca est un château situé dans le hameau de Sidueña, dans la commune d'El Puerto de Santa María, dans le sud de l'Espagne.

## Histoire
Il est ainsi appelé parce que, selon la tradition, il a servi à la captivité de Blanche de Bourbon.
Il s'agit d'une tour construite au XIVe ou au XVe siècle pour surveiller la baie de Cadix. Il a également été utilisé comme une chapelle.

### Sources
- (es) Cet article est partiellement ou en totalité issu de l’article de Wikipédia en espagnol intitulé « Castillo de Doña Blanca » (voir la liste des auteurs).